# Faugères (Ardèche)
 Faugères  ist eine französische Gemeinde mit 113 Einwohnern (Stand 1. Januar 2022) im Département Ardèche in der Region Auvergne-Rhône-Alpes; sie gehört zum Arrondissement  Largentière und zum Kanton Les Cévennes Ardéchoises.

## Geografie
Faugères liegt in einer Mittelgebirgsregion zwischen den Tälern der Beaume und des Chassezac am Oberlauf des Flusses Salindres.

## Bevölkerungsentwicklung
| Jahr      | 1962 | 1968 | 1975 | 1982 | 1990 | 1999 | 2007 | 2018 |
| Einwohner | 129  | 122  | 122  | 120  | 106  | 101  | 90   | 98   |

Quellen: Cassini und INSEE